# William Hennessy
William John Hennessy (* 11. Juli 1839 in Thomastown, Kilkenny, Irland; † 26. Dezember 1917 in Rudgwick, Sussex) war ein irisch-amerikanischer Illustrator und Landschaftsmaler.

## Leben
William Hennessy war ein Sohn von John Hennessy und dessen Frau Catherine (geborene Laffin). Sein Vater war Mitglied der Gruppe Young Ireland und floh im Jahr 1848 nach Quebec in Kanada, als deren Versuch der Erringung der Unabhängigkeit Irlands von Großbritannien scheiterte. Von dort aus reiste er weiter nach New York und wurde Staatsbürger der Vereinigten Staaten. Im Juni 1849 kamen seine Frau und die Söhne ebenfalls nach New York. Hennessy wurde dort überwiegend von Privatlehrern unterrichtet. Im Alter von etwa fünfzehn Jahren begann er damit Zeichnungen nach dem Leben anzufertigen. 1856 trat er in die Schule der National Academy of Design ein und wurde dort 1862 Associate und 1863 zum Mitglied gewählt. In New York betrieb er vierzehn Jahre lang ein Atelier und schuf zahlreiche Gemälden und Illustrationen von Landschaften und Genrestücken.
Mit seinen Werken nahm Hennessy regelmäßig an den Ausstellungen der Akademie teil und war einer der Gründer der „Artists’ Fund Society“ sowie Ehrenmitglied der „American Society of Painters in Water Colors“.
Am 19. Juni 1870 heiratete er Amelia Charlotte (geborene Mather, geschiedene Ward) und ging mit ihr und ihrer Schwester Mary Mather ins Ausland. Er ließ er sich in London nieder und stellte viele Bilder in der Royal Academy of Arts, in der Royal Society of British Artists sowie in Liverpool und Manchester aus. Es fehlte ihm nicht an geschmackvollen Ideen und Motiven sowie an Leichtigkeit und Ungezwungenheit der Darstellung; Ausdruck und Kolorit sind mitunter nicht der Idee gemäß. Hie lebte er fünf Jahre lang und wurde Mitglied mehrerer Künstlervereinigungen, wie dem Royal Institute of Oil Painters. Die Sommer verbrachte er zumeist in der Normandie und zog 1875 nach Frankreich und pachtete ein Herrenhaus an der Küste in der Nähe von Honfleur. Im Jahr 1886 zog er nach Saint-Germain-en-Laye. Im Jahr 1891 reiste er durch Italien und zog 1893 nach Brighton, später nach Lindfield und zuletzt noch Rudgwick in Sussex. Seit 1887 schickte er keine Werke mehr zu großen Ausstellungen.
Die einzige überlebende Tochter Nora (Eleanor Norah) Hennessy (1886–1958) wurde in Paris an der École nationale supérieure des arts décoratifs ausgebildet und wurde ebenfalls Künstlerin. Sie heiratete 1915 den Maler Paul Ayshford Methuen, den vierten Baron Methuen, und lebte mit ihm in Corsham Court.

## Werke (Auswahl)
Gemälde
- Die Frühlingszeit
- In memoriam
- The Wanderers
- On the Sands

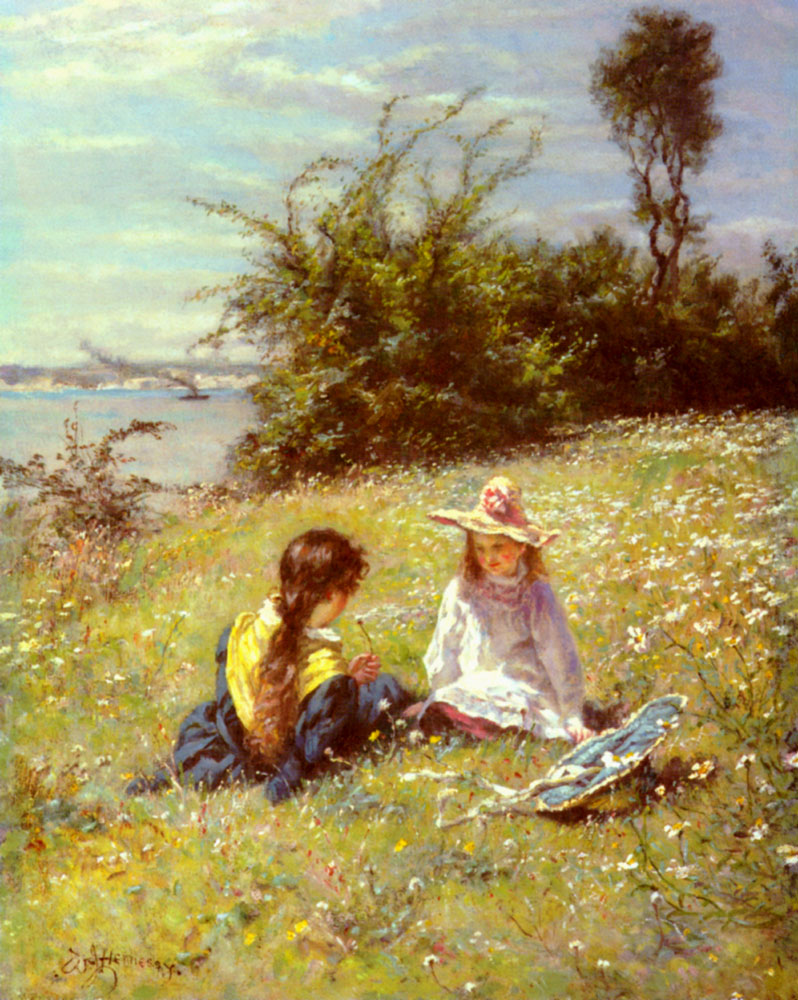
The Dandelion Clock

- Ein Seitenweg in der Normandie (Aquarell)
- Der Herbst in Neuengland
- Auf dem Weg zum Feste
- Die guten Freunde
- Sommerabend auf der Themse
- Eine Straßenballade
- In der Dämmerung
- Morgen im Walde
- Die Rückkehr vom Feld (Aquarell)
- Wreck of the Old Chain Pier, Brighton (Corporation Art Gallery in Brighton)

Illustrationen
- Henry Wadsworth Longfellow: Evangeline, A Tale of Acadie.
- John Greenleaf Whittier: Maud Muller. Ticknor and Fields, Boston 1854 (12 Zeichnungen für die Ballade).
- Alfred Tennyson: Enoch Arden. 1864.
- William Cullen Bryant: The song of the sower. D. Appleton & company, New York 1871 (archive.org).
- Samuel White Baker: True tales for my grandsons. Macmillan, London 1883 (archive.org).
- Charlotte Mary Yonge: Two Penniless Princesses 1890.
- Mary Louisa Molesworth: An Enchanted Garden: Fairy Stories T. Fisher Unwin, London 1892 (archive.org)